# Primera Nacional Femenina de baloncesto
La Primera Nacional Femenina de baloncesto, también conocida como Primera División Femenina, es una competición federada de baloncesto femenino de nivel nacional que se celebra en España. Esta competición está dividida en diferentes grupos por comunidades autónomas. Los mejores equipos clasificados de cada grupo cada año juegan la fase de ascenso a Liga Femenina 2.
Ocupa el cuarto nivel en el sistema de ligas de baloncesto de España, aunque era el segundo nivel, solamente por detrás de la Liga Femenina, hasta 2001, cuando se creó la Liga Femenina 2, y el tercer nivel hasta 2021, cuando se creó la Liga Femenina Challenge. 

### Sistema de ligas de la Federación Española de Baloncesto
En este cuadro se refleja el nivel de la Primera Nacional Femenina con respecto a las demás ligas, tanto superiores como inferiores, de la Federación Española de Baloncesto. 
| Nivel | Nombre                        | Geografía                         |
| ----- | ----------------------------- | --------------------------------- |
| 1.º   | Liga Femenina                 | Equipos de toda España            |
| 2.º   | Liga Femenina Challenge       | Equipos de toda España            |
| 3.º   | Liga Femenina 2               | Organizado en dos Grupos, A y B.  |
| 4.º   | 1.ª Nacional Femenina         | Grupos por comunidades            |
| 5.º   | Ligas Regionales/Provinciales | Grupos por comunidades/provincias |

## Formato
La competición de la Primera Nacional Femenina se compone de dos fases: Fase Interautonómica y Fase Final de Ascenso a la LF2.

### Fase Interautonómica
Está organizada actualmente en cuatro grupos con varias ligas (de una o varias comunidades autónomas) en cada uno, con el esquema siguiente:
GRUPO 1: Integrado por los equipos de Galicia, Asturias, Cantabria, Castilla y León, País Vasco y Navarra
- Liga: Galicia, Asturias, Cantabria y Castilla y León
- Liga: País Vasco y Navarra

GRUPO 2: Integrado por los equipos de la Comunidad de Madrid, Comunidad Valenciana, Región de Murcia, Castilla-La Mancha y Extremadura
- Liga: Comunidad de Madrid
- Liga: Comunidad Valenciana y Región de Murcia
- Liga: Castilla-La Mancha y Extremadura

GRUPO 3: Integrado por los equipos de Cataluña, Aragón, La Rioja e Islas Baleares. 
- Liga: Cataluña (conocida como Super Copa Fem, hasta la temporada 2022-23 Copa Catalunya Femenina)
- Liga: Aragón y La Rioja
- Liga: Islas Baleares

GRUPO 4: Integrado por los equipos de Andalucía, Ceuta, Melilla y Canarias
- Liga: Andalucía, Ceuta y Melilla
- Liga: Canarias

En cada liga, tras su fase regular y play offs, se clasificarán para la fase final de ascenso a Liga Femenina 2 los cuatro mejores equipos de cada GRUPO (16 equipos)

### Fase Final de Ascenso
Los 16 equipos participantes se dividirán en 4 grupos de 4 equipos cada uno, y se disputarán 2 Fases de Ascenso(en dos sedes únicas), con el siguiente esquema (ejemplo temp. 25-26):
| Grupo A     | Grupo A     | Grupo B     | Grupo B     |
| Subgrupo 1  | Subgrupo 2  | Subgrupo 3  | Subgrupo 4  |
| ----------- | ----------- | ----------- | ----------- |
| 1.º Grupo 1 | 1.º Grupo 3 | 1.º Grupo 2 | 1.º Grupo 4 |
| 2.º Grupo 2 | 2.º Grupo 4 | 2.º Grupo 1 | 2.º Grupo 3 |
| 3.º Grupo 3 | 3.º Grupo 1 | 3.º Grupo 4 | 3.º Grupo 2 |
| 4.º Grupo 4 | 4.º Grupo 2 | 4.º Grupo 3 | 4.º Grupo 1 |

Dentro de cada subgrupo se jugará por sistema de liga todos contra todos a una sola vuelta (tres jornadas)
En la cuarta jornada se celebrará el encuentro entre los segundos clasificados de cada subgrupo, a fin de definir los 6 equipos que obtendrán el ascenso a LF2.
Ascenderán a la Liga F2,  6 equipos: Los 4 vencedores de cada uno de los subgrupos de las Fases de Ascenso, más los 2 vencedores de los encuentros jugados entre los segundos clasificados.

## Historial Ligas

### Galicia, Asturias, Cantabria y Castilla y León
| Temporada | Campeonas                              | Subcampeonas                           |
| --------- | -------------------------------------- | -------------------------------------- |
| 2005–06   | AD Universidad de Oviedo               | CP Bembibre                            |
| 2006–07   | CB Aros                                | CD Basket Mar Gijón                    |
| 2007–08   | CB Aros                                | Unami CP                               |
| 2008–09   | CD Universidad de Valladolid           | Club Carmelitas Vedruna                |
| 2009–10   | AD Universidad de Oviedo               | CD Universidad de Valladolid           |
| 2010–11   | AD Universidad de Oviedo               | CD Universidad de Salamanca            |
| 2011–12   | AD Universidad de Oviedo               | CD Universidad de Salamanca            |
| 2012–13   | CD Universidad de Salamanca            | CD Universidad de Valladolid           |
| 2013–14   | CD Universidad de Salamanca            | ED Lourenzá                            |
| 2014–15   | ED Lourenzá                            | CD San Isidro                          |
| 2015–16   | CD San Isidro                          | Unami CP                               |
| 2016–17   | CB Maristas Coruña                     | CD Basket Mar Gijón                    |
| 2017–18   | CB Maristas Coruña                     | CD Talent                              |
| 2018–19   | CD Universidad de Salamanca            | CD Talent                              |
| 2019–20   | Suspendida por la Pandemia de Covid-19 | Suspendida por la Pandemia de Covid-19 |
| 2020–21   | CB Femenino León                       | CD Ponce Valladolid Baloncesto         |
| 2021–22   | CD Talent                              | CB Femenino León B                     |
| 2022–23   | CD Ponce Valladolid Baloncesto         | AD Baloncesto Aviles                   |
| 2023–24   | CD San Isidro                          | Ensino Lugo CB B                       |
| 2024–25   | CDE Eloy Villanueva                    | Celta Baloncesto B                     |

### País Vasco y Navarra
Hasta 2024, el grupo fue compartido con La Rioja
| Temporada | Campeonas                              | Subcampeonas                           |
| --------- | -------------------------------------- | -------------------------------------- |
| 2005–06   | Ibaizabal ST                           | Ibaeta CD                              |
| 2006–07   | Ibaeta CD                              | Ibaizabal ST                           |
| 2007–08   | Ibaizabal ST                           | Gernika KESB                           |
| 2008–09   | Ibaeta CD B                            | FN Baloncesto Ardoi                    |
| 2009–10   | Ibaeta CD B                            | FN Baloncesto Ardoi                    |
| 2010–11   | CB Las Gaunas                          | Gernika KESB                           |
| 2011–12   | Ibaeta CD B                            | Araski AES                             |
| 2012–13   | Araski AES                             | Ibaeta CD B                            |
| 2013–14   | Tabirako ST                            | Leioa SBT                              |
| 2014–15   | Ibaeta CD B                            | Iraurgi SB                             |
| 2015–16   | CD Promete B                           | Tabirako ST                            |
| 2016–17   | CDS Lagunak                            | FN Baloncesto Ardoi                    |
| 2017–18   | CDS Lagunak                            | FN Baloncesto Ardoi                    |
| 2018–19   | Barakaldo EST                          | Easo SBT                               |
| 2019–20   | Suspendida por la Pandemia de Covid-19 | Suspendida por la Pandemia de Covid-19 |
| 2020–21   | Club Loiola Indautxu                   | Araski AES B                           |
| 2021–22   | Araski AES B                           | CD Mutilbasket                         |
| 2022–23   | Ibaizabal ST                           | Club Loiola Indautxu                   |
| 2023–24   | Araski AES B                           | Arrasateko Ointxe SKE                  |
| 2024–25   | Club Loiola Indautxu                   | CD La Salle de Bilbao                  |

### Comunidad de Madrid
| Temporada | Campeonas                              | Subcampeonas                           |
| --------- | -------------------------------------- | -------------------------------------- |
| 2005–06   | CB Alcobendas                          | CB Pozuelo                             |
| 2006–07   | CB Pozuelo                             | Canal Isabel II CD                     |
| 2007–08   | CB Pozuelo                             | CD CREF                                |
| 2008–09   | CB Pozuelo                             | CB Majadahonda                         |
| 2009–10   | Las Rozas CB                           | Club Olímpico 64                       |
| 2010–11   | CDE Baloncesto Leganés                 | Las Rozas CB                           |
| 2011–12   | CDE Baloncesto Leganés                 | Torrelodones AD                        |
| 2012–13   | CD Distrito Olímpico                   | CD CREF                                |
| 2013–14   | Real Canoe NC                          | Baloncesto Rivas CDE B                 |
| 2014–15   | CB Arganda                             | CB Pozuelo                             |
| 2015–16   | Real Canoe NC                          | CDE Basket Veritas                     |
| 2016–17   | Real Canoe NC                          | CDE Basket Veritas                     |
| 2017–18   | CB Pozuelo                             | CD Distrito Olímpico                   |
| 2018–19   | CB Pozuelo                             | CD Distrito Olímpico                   |
| 2019–20   | Suspendida por la Pandemia de Covid-19 | Suspendida por la Pandemia de Covid-19 |
| 2020–21   | CD Distrito Olímpico                   | CB Ciudad de Móstoles                  |
| 2021–22   | CB Pozuelo                             | CDE Basket Veritas                     |
| 2022–23   | CB Femenino Alcorcón                   | CD Distrito Olímpico                   |
| 2023–24   | CB Ciudad de Móstoles                  | Torrelodones AD                        |
| 2024–25   | CD Distrito Olímpico                   | CB Pozuelo                             |

### Comunidad Valenciana y Región de Murcia
| Temporada | Campeonas                              | Subcampeonas                           |
| --------- | -------------------------------------- | -------------------------------------- |
| 2005–06   | Ros Casares Valencia B                 | UCAM Murcia                            |
| 2006–07   | UCAM Murcia                            | CBF Alcoi                              |
| 2007–08   | UCAM Murcia                            | CBF Alcoi                              |
| 2008–09   | CBF Alcoi                              | CB San Blas Alicante                   |
| 2009–10   | CB Claret Benimaclet                   | Ros Casares Valencia B                 |
| 2010–11   | CB Claret Benimaclet                   | CB Capuchinos Murcia                   |
| 2011–12   | CB Capuchinos Murcia                   | CB Claret Benimaclet                   |
| 2012–13   | CB Claret Benimaclet                   | CBF Akra Leuka                         |
| 2013–14   | CB Jairis                              | CB Claret Benimaclet                   |
| 2014–15   | CB Claret Benimaclet                   | Valencia BC                            |
| 2015–16   | Valencia BC                            | NBF Castelló                           |
| 2016–17   | CB Jairis                              | NBF Castelló                           |
| 2017–18   | NBF Castelló                           | CB Jairis                              |
| 2018–19   | NBF Castelló                           | CB L'Horta Godella                     |
| 2019–20   | Suspendida por la Pandemia de Covid-19 | Suspendida por la Pandemia de Covid-19 |
| 2020–21   | Valencia BC B                          | CB Femenino Cartagena                  |
| 2021–22   | CB Terralfàs                           | Valencia BC B                          |
| 2022–23   | Fundación Lucentum BA                  | CB Terralfàs                           |
| 2023–24   | CB Terralfàs                           | SDC El Pilar Valencia                  |
| 2024–25   | SDC El Pilar Valencia                  | Fundación Lucentum BA                  |

### Castilla-La Mancha y Extremadura
| Temporada | Campeonas                              | Subcampeonas                           |
| --------- | -------------------------------------- | -------------------------------------- |
| 2008–09   | Club Amigos Baloncesto Albacete        | CB Polígono                            |
| 2009–10   | Club Amigos Baloncesto Albacete        | CB Universitario Campus Albacete       |
| 2010–11   | Club Amigos Baloncesto Albacete        | CB Universitario Campus Albacete       |
| 2011–12   | CD Basket Cervantes                    | CB Universitario Campus Albacete       |
| 2012–13   | CB Universitario Campus Albacete       | CD Basket Cervantes                    |
| 2013–14   | CD Basket Cervantes                    | CB Universitario Campus Albacete       |
| 2014–15   | CB Universitario Campus Albacete       | CDE Baloncesto Cuenca                  |
| 2015–16   | CB Universitario Campus Albacete       | Guadalajara Basket                     |
| 2016–17   | Guadalajara Basket                     | CP La Roda                             |
| 2017–18   | CB Al-Qázeres B                        | CB Universitario Campus Albacete       |
| 2018–19   | CB Al-Qázeres B                        | CB Universitario Campus Albacete       |
| 2019–20   | Suspendida por la Pandemia de Covid-19 | Suspendida por la Pandemia de Covid-19 |
| 2020–21   | CB Al-Qázeres B                        | CB CEI Toledo                          |
| 2021–22   | CB Al-Qázeres B                        | Baloncesto Badajoz                     |
| 2022–23   | CB Al-Qázeres B                        | San Antonio Cáceres Basket             |
| 2023–24   | CB Al-Qázeres B                        | CB Albacete                            |
| 2024–25   | CB Al-Qázeres B                        | CD Baloncesto Polígono                 |

### Cataluña
| Temporada | Campeonas                              | Subcampeonas                           |
| --------- | -------------------------------------- | -------------------------------------- |
| 2005–06   | CBF Sant Adrià                         | CB Cornellà                            |
| 2006–07   | CB Valls                               | CB Santa Rosa de Lima Horta            |
| 2007–08   | CB Valls                               | CBF Sant Adrià B                       |
| 2008–09   | CB Grup Barna                          | Reus Deportiu                          |
| 2009–10   | Reus Deportiu                          | CBF Sarrià                             |
| 2010–11   | Reus Deportiu                          | CB Igualada                            |
| 2011–12   | Girona FC B                            | Club Joventut Les Corts                |
| 2012–13   | Club Joventut Les Corts                | Unió Esportiva Mataró                  |
| 2013–14   | CBF Sant Adrià                         | CBF Cerdanyola                         |
| 2014–15   | CB Santa Rosa de Lima Horta            | Bàsquet Draft Gramenet                 |
| 2015–16   | Club Joventut Les Corts                | Basket Almeda                          |
| 2016–17   | Barça CBS                              | CBF Cerdanyola                         |
| 2017–18   | CB Boet Maresme Mataró                 | Basket Almeda                          |
| 2018–19   | CBF Viladecans Sports                  | GEiEG Unigirona                        |
| 2019–20   | Suspendida por la Pandemia de Covid-19 | Suspendida por la Pandemia de Covid-19 |
| 2020–21   | CB Lleida                              | CE Joventut L'Hospitalet               |
| 2021–22   | CBF Cerdanyola                         | CB Grup Barna                          |
| 2022–23   | CEEB Tordera Unigirona                 | CB Roser                               |
| 2023–24   | CE Joventut L'Hospitalet               | Bàsquet Draft Gramenet                 |
| 2024–25   | Manresa CBF                            | Bàsquet Draft Gramenet                 |

### Aragón y La Rioja
A partir del 2025, La Rioja se integra en este grupo.
| Temporada | Campeonas                              | Subcampeonas                           |
| --------- | -------------------------------------- | -------------------------------------- |
| 2008–09   | CB UGT Almozara                        | CD Basket Zaragoza B                   |
| 2009–10   | Stadium Casablanca B                   | CD Basket Zaragoza B                   |
| 2010–11   | Stadium Casablanca B                   | CAB Teruel                             |
| 2011–12   | CD Basket Zaragoza B                   | Stadium Venecia                        |
| 2012–13   | Stadium Casablanca B                   | CD Universidad de Zaragoza             |
| 2013–14   | CD Universidad de Zaragoza             | EM El Olivar                           |
| 2014–15   | CB UGT Almozara                        | EM El Olivar                           |
| 2015–16   | Stadium Casablanca B                   | CD Universidad de Zaragoza             |
| 2016–17   | Stadium Casablanca B                   | CD Basket Antiguo Boscos               |
| 2017–18   | Old School Baloncesto                  | CD Reino de Aragón                     |
| 2018–19   | Old School Baloncesto                  | Centro Natación Helios                 |
| 2019–20   | Suspendida por la Pandemia de Covid-19 | Suspendida por la Pandemia de Covid-19 |
| 2020–21   | Old School Baloncesto                  | CD Universidad de Zaragoza             |
| 2021–22   | Old School Baloncesto                  | EM El Olivar                           |
| 2022–23   | Centro Natación Helios                 | Stadium Casablanca                     |
| 2023–24   | Stadium Casablanca                     | Basket Zaragoza 2002 B                 |
| 2024–25   | Stadium Casablanca                     | Centro Natación Helios                 |

### Islas Baleares
| Temporada | Campeonas                              | Subcampeonas                           |
| --------- | -------------------------------------- | -------------------------------------- |
| 2005–06   | CD Tanit Eivissa                       | CRC Ses Salines                        |
| 2006–07   | CD Tanit Eivissa                       | CRC Ses Salines                        |
| 2007–08   | CD Alcázar                             | CB Es Mercadal                         |
| 2008–09   | CD Tanit Eivissa                       | Club Sant Josep Obrer                  |
| 2009–10   | Club Sant Josep Obrer                  | CD Alcázar                             |
| 2010–11   | CB Bons Aires                          | CB Imprenta Bahía                      |
| 2011–12   | CTEIB                                  | CB Imprenta Bahía                      |
| 2012–13   | CB Imprenta Bahía                      | CTEIB                                  |
| 2013–14   | CB Puig d'en Valls                     | CB Andratx                             |
| 2014–15   | CB Puig d'en Valls                     | CTEIB                                  |
| 2015–16   | Club Bàsquet Nord                      | CTEIB                                  |
| 2016–17   | AE Muro Basket Academy                 | CB Sa Creu Ciutat d'Inca               |
| 2017–18   | CB Andratx                             | CTEIB                                  |
| 2018–19   | CB Andratx                             | CTEIB                                  |
| 2019–20   | Suspendida por la Pandemia de Covid-19 | Suspendida por la Pandemia de Covid-19 |
| 2020–21   | Fundació Asnimo                        | CB Imprenta Bahía                      |
| 2021–22   | Club Sant Josep Obrer B                | CTEIB                                  |
| 2022–23   | CB Costa Calvià                        | CB Andratx                             |
| 2023–24   | CB Andratx B                           | CB Costa Calvià                        |
| 2024–25   | CB Imprenta Bahía                      | CD Alcázar                             |

### Andalucía, Ceuta y Melilla
| Temporada | Campeonas                              | Subcampeonas                           |
| --------- | -------------------------------------- | -------------------------------------- |
| 2005–06   | Club Náutico Sevilla                   | CB Portuense                           |
| 2006–07   | Club Náutico Sevilla                   | CB Portuense                           |
| 2007–08   | Club Náutico Sevilla                   | AD Chajeba 04                          |
| 2008–09   | AD Chajeba 04                          | Club Adeba Córdoba                     |
| 2009–10   | Club Náutico Sevilla                   | Club Adeba Córdoba                     |
| 2010–11   | Club Adeba Córdoba                     | Club Náutico Sevilla                   |
| 2011–12   | Club Náutico Sevilla                   | Gymnástica Portuense                   |
| 2012–13   | Badajoz Basket Femenino                | Gymnástica Portuense                   |
| 2013–14   | CB Almería                             | CD Tear-Ramon y Cajal                  |
| 2014–15   | CD Tear-Ramon y Cajal                  | Club Náutico Sevilla                   |
| 2015–16   | CD Tear-Ramon y Cajal                  | Club Náutico Sevilla                   |
| 2016–17   | CD Tear-Ramon y Cajal                  | CB Almería                             |
| 2017–18   | CB Alhaurín de la Torre                | Unicaja SD                             |
| 2018–19   | Unicaja SD                             | CAB Estepona                           |
| 2019–20   | Suspendida por la Pandemia de Covid-19 | Suspendida por la Pandemia de Covid-19 |
| 2020–21   | CB Alhaurín de la Torre                | CB Maristas Córdoba                    |
| 2021–22   | CB Baloncesto Sevilla Femenino         | CD Granada Mas Baloncesto              |
| 2022–23   | CB El Palo                             | CD Granada Mas Baloncesto              |
| 2023–24   | CD Granada Mas Baloncesto              | CDB Huelva la Luz                      |
| 2024–25   | Xerez CD                               | CB El Palo                             |

### Canarias
| Temporada | Campeonas                              | Subcampeonas                           |
| --------- | -------------------------------------- | -------------------------------------- |
| 2005–06   | CB Uni Chapatal B                      | CB Rambla Santa Cruz                   |
| 2006–07   | CB Islas Canarias B                    | CB Uni Chapatal B                      |
| 2007–08   | CB Uni Chapatal B                      | CB Acentejo Deporvic                   |
| 2008–09   | CB Ravelo N. Sra. de los Angeles       | Basket Tara                            |
| 2009–10   | Basket Tara                            | CB Acentejo Deporvic                   |
| 2010–11   | CB Isla de Tenerife B                  | CB Uni Chapatal B                      |
| 2011–12   | CD Baloncesto Tefesur                  | CB Uni Chapatal B                      |
| 2012–13   | CB Adareva Tenerife                    | Universidad Las Palmas GC              |
| 2013–14   | CB Isla Única Tenerife B               | CB Adareva Tenerife                    |
| 2014–15   | CB Adareva Tenerife                    | CB Islas Canarias B                    |
| 2015–16   | CB Tenerife Central                    | CD Magec Tías                          |
| 2016–17   | CD Magec Tías                          | CB Adareva Tenerife B                  |
| 2017–18   | CB Adareva Tenerife B                  | RC Náutico Tenerife                    |
| 2018–19   | CB Adareva Tenerife                    | United La Salle Basketball             |
| 2019–20   | Suspendida por la Pandemia de Covid-19 | Suspendida por la Pandemia de Covid-19 |
| 2020–21   | CDB Clarinos de la Laguna B            | CB Tenerife Central                    |
| 2021–22   | CB Aridane                             | CB Islas Canarias B                    |
| 2022–23   | RC Náutico Tenerife                    | CB Islas Canarias B                    |
| 2023–24   | CB Adareva Tenerife B                  | CB Tenerife Central                    |
| 2024–25   | CB Islas Canarias B                    | CB Isla Bonita                         |

## Historial Ascensos
Equipos que han ascendido a la Liga Femenina 2 en las últimas temporadas, bien a través de ascenso deportivo, por acceso a plazas vacantes o intercambio de plazas.
| Temporadas | Ascensos                 | Ascensos                 | Ascensos               | Ascensos               | Ascensos                | Ascensos                |
| ---------- | ------------------------ | ------------------------ | ---------------------- | ---------------------- | ----------------------- | ----------------------- |
| 2005–06    | CP Bembibre              | CB Alcobendas            | CBF Sant Adrià         | Uni Girona CB          | CB Uni Chapatal         |                         |
| 2006–07    | Ibaeta CD                | Unión Navarra Basket     | Canal Isabel II CD     | CB Sta Rosa Lima Horta | CD Tanit Eivissa        |                         |
| 2007–08    | CB Aros                  | Ibaizabal ST             | CD CREF                | CB Valls               | Segle XXI               | CB Conquero             |
| 2008–09    | Club Carmelitas Vedruna  | Unió Esportiva Mataró    | CD Tanit Eivissa       | AD Chajeba 04          |                         |                         |
| 2009–10    | CD Univ. de Valladolid   | CBF Sarrià               |                        |                        |                         |                         |
| 2010–11    | CB Las Gaunas            | Gernika KESB             | Las Rozas CB           | Reus Deportiu          | CB Bons Aires           |                         |
| 2011–12    | AD Univ. de Oviedo       | CDE Baloncesto Leganés   | CB Al-Qázeres          |                        |                         |                         |
| 2012–13    | Araski AES               | CD Distrito Olímpico     | CD CREF                | Barça CBS              | CB Imprenta Bahía       | Badajoz Basket Fem      |
| 2013–14    | CB Jairis                | CBF Sant Adrià           | CB Andratx             | CB Almería             | CDB Clarinos La Laguna  |                         |
| 2014–15    | Club Olímpico 64         | CB Claret Benimaclet     | CB Sta Rosa Lima Horta | CDB Antiguo Boscos     | CB Adareva Tenerife     |                         |
| 2015–16    | CD Ponce Valladolid Bto. | CD Promete B             | Valencia BC            | Baloncesto Batalyaws   | Club Joventut Les Corts |                         |
| 2016–17    | CD Basket Mar Gijon      | Real Canoe NC            | Barça CBS              | CB Almería             | CD Tear Ramón y Cajal   | CD Magec Tías           |
| 2017–18    | CB Maristas Coruña       | FNB Ardoi                | CB Jairis              | CB Boet Maresme Mataró | CBF Cerdanyola          | CB Alhaurín de la Torre |
| 2018–19    | Barakaldo EST            | CB Pozuelo               | GEiEG Unigirona        | Unicaja SD             |                         |                         |
| 2019–20    | CB Maristas Coruña       | Instituto Rosalía Fedesa | NB Paterna             | NBF Castelló           | CP Miralvalle           | CBF Viladecans Sports   |
|            | Club Joventut Badalona   | Unió Esportiva Mataró    | Basket Almeda          | Stadium Casablanca     | CN Helios               | Club Sant Josep Obrer   |
|            | CB Andratx               | CAB Estepona             | CD Balonc. Sevilla Fem | CD La Salle Melilla    | CB Adareva Tenerife     |                         |
| 2020–21    | CB Femenino León         | CD Distrito Olímpico     | Fundació Asnimo        | CB Lleida              | CB Alhaurín de la Torre | CB Maristas Córdoba     |
| 2021–22    | CD Talent                | UBL Unibasket            | CD Mutilbasket         | CB Grup Barna          | CBF Cerdanyola          | CB Balonc. Sevilla Fem  |
|            | CB Aridane               |                          |                        |                        |                         |                         |
| 2022–23    | AD Baloncesto Avilés     | CD Ponce Valladolid Bto. | Ibaizabal ST           | CB Femenino Alcorcón   | CEEB Tordera Unigirona  | CN Helios               |
|            | CB Andratx               | RC Náutico Tenerife      |                        |                        |                         |                         |
| 2023–24    | Arrasateko Ointxe SKE    | CB Ciudad de Móstoles    | CB Terralfàs           | CD Granada Mas Balonc. | CB Adareva Tenerife B   |                         |
| 2024–25    | CD Distrito Olímpico     | Manresa CBF              | TGN Bàsquet Club       | CB Islas Canarias B    | CB Isla Bonita          |                         |